# Scolopocryptops melanostomus
Scolopocryptops melanostomus är en mångfotingart som beskrevs av Newport 1845. Scolopocryptops melanostomus ingår i släktet Scolopocryptops och familjen Scolopocryptopidae.

## Underarter
Arten delas in i följande underarter:
- S. m. celebensis
- S. m. melanostomus